# 清水麻椰
清水 麻椰（しみず まや、1995年12月20日 - ）は、毎日放送（MBS）のアナウンサー。

## 経歴
兵庫県神戸市北区出身。麻椰（まや）という名前は神戸市内にそびえる摩耶山（まやさん）に由来していて、両親が「神戸らしい地名を名前に入れたい」という理由で付けたという。その一方で、この年のJRA年度代表馬であったマヤノトップガンに由来していることも明かしている。
兵庫県立夢野台高等学校から同志社女子大学表象文化学部へ進学した。大学卒業後の2019年4月1日付で、アナウンサーとして毎日放送に入社した。
毎日放送への入社後は、同期の野嶋紗己子とのコンビ（または週替わり）でテレビ・ラジオ番組に登場する機会が多く、2019年9月から2021年3月まで出演していた『ちちんぷいぷい』（テレビの情報番組）では「しみのじ（清水と野嶋）の"しみ"（清水の方）」とも呼ばれている。2020年1月からは、「+music」（毎日放送のテレビ・ラジオにおける音楽番組のレーベル名）を冠した番組へのレギュラー出演が相次いでいる。同年4月からは『サタデープラス』（毎日放送本社からのTBS系列全国ネット向け生放送番組）のナビゲーター、2021年の春には選抜高等学校野球大会関連の番組（『みんなの甲子園』など）を担当した。
なお、「新日本放送」時代の1959年3月1日からテレビ放送事業とラジオ放送事業を兼営してきた毎日放送は、2021年4月1日付でラジオ放送事業を「株式会社MBSラジオ」へ移管。毎日放送は移管を機にテレビ単営局へ移行したが、清水はアナウンス職のまま同社の総合編成局（移管を機に新設）へ在籍する一方で、株式会社MBSラジオが制作・放送する番組にも「MBSアナウンサー」として出演している。
テレビでは2021年4月から、『サタデープラス』への出演と並行しながら、土曜日の午後に『土曜のよんチャンTV』（関西ローカル向けの3時間生放送番組）で2022年3月26日の最終回までアシスタントを担当した。『サタデープラス』には2021年12月まで事実上「ひたすら試してランキング」（長時間のロケ企画）にのみ出演していたが、2022年1月から生放送（スタジオ）での進行も任されている。
2022年4月21日からは、玉巻映美の後を引き継いで『プレバト!!』のアシスタントも兼務する。
2025年8月16日、結婚したことを発表した。

## 人物
- 中学ではバスケットボール部、高校では女子サッカー部に所属した。サッカー部でのポジションはセンターバックで、兵庫県大会の準優勝も経験している[4]。その経歴を買われて、毎日放送入社1年目の2019年には、『GAMBA TV』（MBSテレビのガンバ大阪情報・応援番組）の年末恒例企画「GAMBA TV アウォーズ」のアシスタントに抜擢された。毎日放送アナウンサーからのアシスタント起用は、先輩アナウンサーの松本麻衣子が2014年まで務めて以来5年振りで、新人からは初めてである。
- 同志社女子大学在学中に、カナダへ語学留学をした。留学中には、バンクーバーでホームステイを経験した。
- 大学在学中に今宮戎神社の「福娘」に選出された。毎日放送入社1年目の2020年1月10日（十日戎）には、『ちちんぷいぷい』向けの取材を兼ねて、「十日戎」の恒例行事である宝恵駕（ほえかご）行列に野嶋とともに晴れ着姿で参加した[5]。ちなみに毎日放送の先輩アナウンサーでは、古川圭子、松井愛（かつて選出されていた「ミス福娘」）、上田悦子も大学生時代に「福娘」を経験している。
- 劇団四季のミュージカルを鑑賞することが学生時代からの趣味で、小学生時代には合唱団に所属した。「NHK全国学校音楽コンクール」の全国大会に3年連続で出場した経験を持つ。毎日放送入社後の出演番組では、『鬼滅の刃』などのアニメーション作品や、きのこ帝国（2019年5月活動休止）が活動中に発表した楽曲が好きなことを公言している。
- 『+ music』（ピアニストの清塚信也と共にMCを務めていたテレビの音楽番組）の最終回（2021年3月23日）では、清塚の希望によるオリジナルのテーマソング作りに参加した。K (歌手)をメインボーカルとしてテーマソングを披露する際には、清塚のピアノ伴奏に合わせてバックコーラスを務めた[6]。同年12月27日には、『ミュージカル 浜村渚の計算ノート』の大阪公演（毎日放送本社の西隣にある梅田芸術劇場内のシアター・ドラマシティで上演）で、「初日限定のスペシャルゲスト」ながらメインキャストに近い（長台詞付きの）アナウンサー役でミュージカルデビューを果たしている。
- アニメも好んで視聴しており、毎日放送への入社を志望した理由の1つとして「アニメを多数制作しているから」ということもあった。特にお気に入りの作品は同局制作の『魔法少女まどか☆マギカ』だといい、同作品の制作局という理由で毎日放送の入社試験を受験し入社を果たした。アニメ関係の業務にも携わりたいとしており、『MBSアニメフェス2025』の2日目の司会を務めた。
- 毎日放送入社1年目の2019年12月1日には、「ちちんぷいぷい」金曜日の企画で第9回大阪マラソンフルマラソンの部に参加した。フルマラソン初挑戦ながら、4時間28分30秒（速報値）というタイムで完走した。大阪マラソンでは第9回にコースを初めて変更している[7]が、このタイムは、過去に同番組から参加した毎日放送の女性アナウンサーでは最も速い[8]。第3回大阪マラソン（2015年）で旧コースにおける最速記録（4時間50分50秒）を樹立した豊崎由里絵（2019年10月30日付で毎日放送を退社）からは、「どんなに辛くても、足を動かしてさえいればいつかは（ゴールに）着くから、絶対に足を止めないで」というアドバイスを送られていた[9]。『プレバト!!』のアシスタントは、第2代の豊崎を皮切りに毎日放送の女性アナウンサーが代々担当する。清水自身も、2022年4月21日放送分から第4代のアシスタントを任されている。
- 全国ネット向けの本格的なデビュー番組である『サタデープラス』では、「ひたすら試してランキング」という長時間のロケコーナーを主に担当する。生活に役立つグッズ、家電製品、市販されているレトルト食品などの「商品」を実際に使用・調理・試食した後に、忖度抜きで評価する役割を任されている。2021年に入ってからは、放送当日や放送週のテレビ番組表へ掲載される『サタデープラス』の紹介文を「清水麻椰」（または「清水アナ」）で始めるパターンが定着する。2022年の初回放送（1月8日）からは、他のコーナーを含めた全編のスタジオ進行も任されている。2022年1月29日放送分にもスタジオへの出演を控えていたが、発熱と喉の痛みがきっかけで前日（28日）までにPCR検査を受診したところ、新型コロナウイルスへ感染していることが判明した。この結果を受けて、同日から（検査前に収録済みの番組やロケ企画を除いて）担当番組への出演を暫定的に見合わせた[10]うえで療養に専念。『サタデープラス』では、スタジオプレゼンターの前任者である三ツ廣政輝（先輩アナウンサーで2021年12月までレギュラー出演）を一時的に復帰させる一方で、PCR検査の受診前に収録していた「ひたすら試してランキング」のロケ映像を当初の予定に沿って放送した。清水は、療養中の検査で陰性が確認されたことを受けて、2月12日放送分からスタジオへの出演を再開[11]。
- 毎日放送に同期で入社した野嶋とは、「良きライバルにして相棒」のような関係を公私にわたって築いているという。本人は入社の前からバラエティ番組の担当を希望しつつも、三田友梨佳（フジテレビ）への憧れから、三田のようにバラエティ番組から報道番組まで幅広く対応できるアナウンサーを目指している[2]。一方の野嶋は、「PIVOT」（東京に本社を置くビジネス関連の映像制作・配信会社）へ転職することを前提に、毎日放送を2023年12月で退社した。同月11日にMBSラジオで放送した『コトノハ』では、「ラジオ番組としては最初で最後」という2人きりのフリートークが「しみのじコンビ　この5年を振り返って」という企画として実現した[12]。この企画では、「野嶋から退社の報告を誰よりも先に伝えられたことが嬉しかった」と明かす清水に対して、野嶋が「私たち（自分と清水）は（2024年から）肩書が変わっても一心同体。（プライベートでは）『しみのじ』（コンビ）を解消するつもりは一切ない」と答えたやり取りも放送されている[13]。

## 出演番組

### 現在
- MBSニュース（テレビ・ラジオとも不定期で担当）
  - 同期入社の野嶋より先に、2019年8月20日のラジオ版（『松井愛のすこ〜し愛して♥』内11時台）で「初鳴き」（番組デビュー）。同年の10月改編から2021年3月までは、隔週交代で土曜深夜～日曜早朝の宿直勤務を担当していた。2020年4月から『サタデープラス』のナビゲーターに起用されたが、主にVTRロケのリポートで出演しているため、上記の宿直勤務を継続（同年9月までは野嶋と交互に担当）していた。

毎日放送が在阪局でいち早く国際連合の「SDGメディア・コンパクト」へ参加していることを背景に、テレビ・ラジオ兼営局時代の2020年10月からは、国際連合が定める「SDGs17の目標」を啓発するアナウンサー企画にも参加している。
「SDGsのススメ」（2020年10月19日から2021年3月1日まで『ちちんぷいぷい』で毎週月曜日に放送されたロケ企画）では、他のコーナー（後述する「しみのじ新発見」）と並行しながら、2番目の目標（「飢餓をゼロに」）関連のロケ取材を担当。初回の放送では、この企画のリーダーである河田直也（17番目の目標「パートナーシップで目標を達成しよう」のロケ取材を担う予定だった先輩アナウンサー）から上記の担当を指名された際のVTRも流れた。『ちちんぷいぷい』の終了後は、後継番組の『よんチャンTV』（『土曜のよんチャンTV』の母体番組）内で5秒間放送される「みんなでやろう!SDGs」で、2番目の目標達成に向けた標語紹介のVTRに登場。

#### テレビ
- サタデープラス（2020年4月4日 - ）
  - 「ナビゲーター」として、テレビ・ラジオを通じて全国ネット番組に初めてレギュラーで出演。2021年12月までは事実上「ひたすら試してランキング」にのみ登場していたが、2022年1月8日放送分からは、先輩アナウンサー・三ツ廣政輝の後任として生放送でのスタジオ進行も兼務している。
  - 自身の出演前（番組開始当初）から丸山隆平（関ジャニ∞）と共にMC陣へ加わっていた小島瑠璃子の卒業を受けて、2022年10月1日放送分から「サブMC」として丸山と共同でスタジオを進行。丸山も2023年9月30日放送分でMCを卒業したため、翌週（10月7日）以降の放送分には、正門良規（Aぇ!group）、アンミカ、アンタッチャブルの山崎弘也・柴田英嗣と共に「MC」として出演している[14]。「ひたすら試してランキング」についても、生放送での進行と並行しながらロケ調査を継続。
- よんチャンTV シリーズ（2021年4月1日 - ）
  - 2021年度には、平日版で「これから来ーるJAPAN」→「正直レビュー!お宿記者」（いずれも2021年度の木曜日に放送されていたロケ取材コーナー）、土曜版（『土曜のよんチャンTV』）でアシスタントとロケ企画のリポーターを担当。『サタデープラス』には、土曜版の放送期間中も（新型コロナウイルスへの感染に伴う療養期間中を除いて）出演を続けていた。
  - 2022年度から平日版のみの放送へ移行するとともに、「きょうの4現場」（2022年10月以降のタイトルは「きょうの現場」）という企画が新設されたことから、この企画の一環で生中継やロケによる「ニュースの現場」からの取材リポートを定期的に担当。「きょうの4現場」の開始当初は金曜日、以降は2023年3月まで火曜日に出演していた。
  - 2023年4月からは、『プレバト!!』の前枠に編成されている木曜放送分で、「きょうの現場」内に編成されている生中継企画のリポーターを務めている。同年10月からは、野嶋が前月まで担当していたサブキャスターの火・水曜分を兼務。2024年度には、水・木曜分のスタジオ進行に専念している。
- TOKIOテラス - アシスタント
  - 国分太一（TOKIO）がMCを務める起業家との対談番組で、2021年3月15日に特別番組として放送されたパイロット版から、月に1回のペースで日曜日の深夜に放送されていたレギュラー版の第1期（2021年4月19日 - 2023年3月19日）まで担当。レギュラー版では、第1期の当初に同期の野嶋・先輩の玉巻映美と月替わりで出演していたが、途中から事実上毎回担当していた。
  - 2023年5月6日から毎週土曜日早朝（6:00 - 6:30）の放送（レギュラー版の第2期）へ移行したことを機に、野嶋がレギュラー出演を再開しているが、野嶋が収録へ参加できない回ではアシスタントを務めている。
  - 2025年6月20日に国分が無期限活動休止を余儀なくされたため、現在は放送を休止したうえで別番組に差し替えている。
- プレバト!! - 第4代アシスタント
  - 初出演は2022年3月31日放送分の「3時間スペシャル」で、当時アシスタントを務めていた玉巻が家庭の事情で東京都内での収録の参加を見合わせたことを受けて急遽代演した。玉巻が同年4月14日放送分でアシスタントを卒業したことに伴って、翌週（4月21日放送分）からアシスタントを正式に担当。

#### ラジオ
いずれも不定期で出演。
- 松井愛のすこ〜し愛して♥
  - 通常は、シフト勤務の一環で、番組内の『MBSニュース』を随時担当。2021年4月30日（金曜日）には、アナウンサーや「福娘」としての先輩に当たる松井のパートナー（ゲストパートナー）として、初めて全編に登場した。
  - 2022年11月14日（月曜日）放送分で、パーソナリティ代理を初めて担当。松井が胆石症の入院加療へ専念していることに伴う代演で、パーソナリティ代理を立てる回の通例に沿って、同日のみ『清水麻椰のすこ～し愛して♥』というタイトルで放送された。
  - 2021年3月28日まで毎週日曜日の早朝に放送されていた関連番組『松井愛のあさカツ♥』（事前収録番組）にも、「わたしが好きな漫画」をテーマに取り上げた2020年5月放送分で、5回にわたって松井と共演。
- コトノハ
  - 「コトノハ」（言葉）にこだわった毎日放送アナウンサー室制作の事前収録番組で、2021年10月4日から毎週月曜日（2023年9月25日までは21:45 - 22:00 → 同年10月2日以降は21:30 - 21:45）に放送。
  - 阪神・淡路大震災の発災から27年後に当たる2022年1月17日放送分では、「あしたもあそぼうね」（震災の教訓を伝える目的で兵庫県芦屋市の小学校教諭が作った兵庫県教育委員会刊行の絵本）を朗読。その一方で、2023年1月9日（十日戎の前日に当たる「宵戎」）と2024年1月8日（いずれも成人の日）には、大学生時代に今宮戎神社の「福娘」を務めた経験を持つ毎日放送の現職アナウンサー全員（清水および上司の松井・古川圭子・上田悦子）が当時の思い出や「福娘」の役割について語り合う企画（「十日えびす～福娘の思い出」）が放送された。

この他にも、『MBSベースボールパーク』のナイトゲーム中継を延長した場合に放送する後続番組の繰り下げ告知に、2023年から清水のアナウンス音源が使われている（2021年からアナウンスを担当してきた先輩アナウンサーの高井美紀が2023年1月25日に死去したことにともなう措置）。

### 過去

#### テレビ
- ちちんぷいぷい
  - 自己紹介を兼ねて、2019年8月5日（月曜日）放送分で、野嶋と共にスタジオへ初登場。テレビ・ラジオを通じても初めての番組出演で、新人研修の模様に密着した映像も放送された。
  - 2019年8月23日（金曜日）放送分に、前述した「初鳴き」の紹介を兼ねて、野嶋とのコンビで再び出演した。その際に大阪マラソンへの挑戦を突然言い渡されたことから、同年9月から12月6日まで、野嶋との隔週交代で「しみのじチャレンジ!ラララ♪ラン」（金曜日のエンディング間際に放送される期間限定コーナー）へ出演。清水は「ラン」（大阪マラソン）担当のチャレンジャーとして、9月13日放送分から登場していた。同コーナーの終了後も、金曜日を中心に、メインコーナー「きょうの☆印」向けのリポートを不定期で担当。
  - 2019年の10月第3・4週に編成されている『ちちんぷいぷい　おかげさまで20歳～やりたいことをつめこんだヤバイ10日間スペシャル～』（放送開始20周年を記念したスペシャルウィークス）では、「キッチンぷいぷいPresents 茶屋町秋のパン祭り」（料理コーナー「キッチンぷいぷい」に出演の料理人9名と山崎製パンのコラボレーションによる日替わり惣菜パンの数量限定販売企画）で、毎日放送本社M館（大阪市北区茶屋町）玄関前に停車中のキッチンカーからの生中継リポートを、マルセイユ (津田康平・別府貴之)と交互に（または共同で）担当。
  - 2020年4月改編からは、野嶋との共同名義による冠コーナーのレギュラー化（コーナー名は「しみのじ新発見!」）にともなって、水曜日に野嶋との隔週交代でレギュラー出演を再開。毎日放送への入社2年目（2020年4月1日）に放送された第1回から、野嶋に先んじてロケリポートとスタジオ報告を担当していた。
  - 放送最終週に当たる「フィナーレウィーク」（2021年3月8 - 12日）では、毎日放送の「これから」を担うアナウンサーの1人として、「あれから生中継」（入社前の放送で先輩アナウンサーが取材した人物や場所を改めて紹介する企画）のリポーター[15]に起用。「フィナーレウィーク」第3日（10日）の生中継リポートで、最後の出演を果たした。
- 痛快!明石家電視台
  - 2019年11月25日放送分の「実際どうなん!? MBSアナウンサー22人」に、新人アナウンサーとしての紹介を兼ねて、野嶋と共に初出演。レギュラー陣の1人である秋山賢太（アキナ）が、塚本麻里衣（朝日放送テレビアナウンサー）と結婚した直後のロケ先で、清水の実父から偶然話し掛けられたことを明かした[4]。
- GAMBA TV〜青と黒〜
  - 2019年12月10日・17日未明に放送された「GAMBA TV アウォーズ2019」に、アシスタントとして登場。
- コトノハ図鑑→「へぇ～のコトノハ」（不定期）
  - 所属する毎日放送アナウンサー室の企画で、2018年7月から2020年3月まで『コトノハ図鑑』（事前収録のレギュラー番組）として放送された後に、2020年4月から2021年3月3日まで「へぇ～のコトノハ」（『ちちんぷいぷい』月・水曜日のレギュラーコーナー）へ移行。水曜日には、「しみのじ新発見!」の直後に放送されていた。
  - 『コトノハ図鑑』には、2019年9月8日放送分のトークパート（毎日放送アナウンサー室の一角で収録）に野嶋とのコンビで登場したことを皮切りに、調査ロケやトークパートへ随時出演していた。
  - 「へぇ～のコトノハ」への移行後は、同コーナーを担当しない週に、調査ロケやスタジオ報告で随時出演。「しみのじ新発見!」と共に最終回を迎えた2021年3月3日放送分では、自身が同コーナー、野嶋が「へぇ～のコトノハ」のスタジオ報告を担当した。
- + music（第4代ナレーター→女性MC、2019年10月8日 - 2021年3月23日）
  - 2020年4月20日放送分から、三戸なつめの後任として、清塚信也とのコンビで最終回までMCを担当。MCへの起用を機に、同年5月11日にMBSラジオで放送された『押尾コータローの押しても弾いても』から、テレビ・ラジオを問わず「+music」（毎日放送グループが2021年9月まで展開していた音楽関連のキャンペーン）対象番組のサウンドロゴに声を当てていた（三戸から継承）。
  - 2021年4月からナレーターを務める『FREE STUDIO』は、事実上の後継番組である（清塚がMCとして出演）。
- 令和も見せます!森田さんのニッポンの初日の出（TBSテレビ制作、2020年1月1日）
  - 放送の25年前（阪神・淡路大震災が発災した1995年）に被災地域の神戸市内で出生したことを背景に、同市内の神戸ポートタワーから、タワーのエレベーターガールの衣装を身にまとって生中継リポートを担当[2]。単独での中継リポートも、TBSテレビ制作番組への出演も初めてだった。このリポートで、2019年度のアノンシスト賞で近畿・中部・北陸ブロックの新人奨励賞を受賞[16]。
- ミント!（水曜日の「わざわざグルメ調査隊」でロケリポートを随時担当）
  - 2019年11月20日放送分の「わざわざグルメ調査隊」（本来はシャンプーハットてつじと辻沙穗里がコンビでリポートを担当するグルメロケ企画）で、胃腸炎の発症によってロケに参加できなかった辻の代役として初出演。辻が同年12月の結婚を経て2020年に第1子を懐妊したことから、同年9月以降の放送分には、シニアアナウンサー（入社時のアナウンス部長）の関岡香と交互にロケへ同行していた（10月以降は後輩アナウンサーの山崎香佳がレギュラーで担当）。
- 平気なの!?って聞くTV（毎日放送制作・TBS系列全国ネットの特別番組、2020年9月27日の14:00 - 15:24に放送） - VTRリポーター
- 京セラフェニックスチャレンジ（毎日放送制作・TBS系列一部地域ネットの特別番組、2020年12月27日の16:00 - 17:00に放送） - 現場MC
- ゴゴスマ（CBCテレビ制作、毎日放送では『ちちんぷいぷい』の放送枠で2021年3月15日から同時ネット）
  - 金曜日の15時台後半（毎日放送では『よんチャンTV』の直前）に編成されている「今日はダレなんサー?」（ネット局のアナウンサーが持ち回りで担当する生中継リポート企画）の2021年4月2日放送分に、「ひたすら試してランキング」からのスピンオフ企画（『サタデープラス』のPRを兼ねた毎日放送本社内での商品比較実験）で、毎日放送のアナウンサーから初めて出演。
- みんなの甲子園（2021年）
  - 選抜高等学校野球大会の試合ダイジェスト番組で、赤星憲広と共にMCを担当。当初は2020年の第92回選抜高等学校野球大会から担当する予定だったが、年初からの新型コロナウイルスへの感染拡大の影響で大会が中止されたことに伴って、当番組の編成が見送られていた。ただし、大会中止後の8月に2020年甲子園高校野球交流試合（大会へ出場する予定だった全32校による招待試合）が組まれたことに伴って、実際には交流試合の開幕直前に放送された[17]『あす開幕! みんなの甲子園スペシャル～出場32校の笑顔を集めました～』で赤星とのMCが初めて実現した。
  - MCを本格的に務めた2021年の第93回選抜高等学校野球大会では、試合で活躍した選手へのインタビューも、GAORA（関連会社）の生中継や「センバツLIVE!」（インターネット上のライブ配信）向けに随時担当。第93回大会決勝戦のテレビ中継（4月1日に大分放送との相互ネット方式で放送）では、阪神甲子園球場アルプススタンドからのリポーターも務めた。
- 音楽の日（TBSテレビが毎年1 - 2回制作する全国ネット向けの生放送番組）
  - 2021年7月17日（土曜日）放送分で、飛瀧神社（和歌山県那智勝浦町）からの生中継にクリス・ハートと出演。本来は『土曜のよんチャンTV』を編成している時間帯に放送された（毎日放送では同番組をあらかじめ休止）。
- MBS開局70周年特別番組　関西M（めっちゃ）B（ビックリ）S（知らんかったわ～）万博（2022年1月22日）
  - 本来は『土曜のよんチャンTV』を編成している時間帯（14:30 - 17:00）に放送された事前収録番組で、放送時点での現職アナウンサーを代表して野嶋と共にアシスタントを担当。
- 三度の飯よりアレが好き!（不定期）
  - 放送期間（2022年度）において毎日放送での社歴が5年目以下（自身と野嶋は4年目）のアナウンサーが、スタジオMCやロケリポートを交互に担当した番組で、2022年4月30日から原則として毎週土曜日の16時台（前月まで放送されていた『土曜のよんチャンTV』の終盤に相当する時間帯）に関西ローカルで放送。初回は生放送で、『サタデープラス』の本番後に万博記念公園（大阪府吹田市）のイベント会場内からの生中継リポートを任されていたほか、事前に収録したロケでのリポートも放送されていた。
- FREE STUDIO[18]（2021年4月から2025年6月3日まで毎月第2水曜日の未明に放送したYouTube連動型音楽番組）- ナレーター[注 1]
- ゼロイチファミリアは褒められたい[19]（2021年10月29日から2024年9月17日まで月に1回のペースで金曜日の未明→水曜日の未明に放送） -  同上[注 2]
- オールザッツ漫才 - 2021年から2023年までアシスタントを担当

2019年9月から2020年10月までは、放送予定のテレビ番組を紹介する関西ローカル向けスポットCMのオープニング映像にも、単独（または野嶋とのコンビ）で登場していた。

#### ラジオ
- あどりぶラヂオ
  - 2019年10月8日以降の水曜未明放送分で、自己紹介を兼ねて、野嶋と交互に一部のパートを事前収録のモノローグ方式で30分間進行。2019年の最終放送（12月31日未明放送分）からは、全編のパーソナリティを、単独で随時担当していた（当初は事前収録分のみ→2020年9月17日未明から生放送にも出演）。
- ばんぱく宣言 われら21世紀少年団（2019年11月1日 - 2023年3月13日）
  - 同期入社の野嶋、1年先輩（2018年入社）の三ツ廣政輝・辻沙穗里などと共にパーソナリティを担当。MBSラジオでは初めてのレギュラー番組に当たる。三ツ廣とは、2020年4月から2021年12月まで『サタデープラス』でも共演。
- 上泉雄一のええなぁ!
  - 2019年11月25日（月曜日）に、「知ってええなぁ!ちなみNEWS」「日本全国留守電大賞」「週刊カネスポ」（当時放送されていたコーナー）へ出演していた先輩アナウンサー・藤林温子の休暇に伴って、野嶋と共に以上3コーナーへ登場。「日本全国留守電大賞」以外のコーナーでは、野嶋と交互に進行役も務めた。2020年2月以降は、「ちなみNEWS」を単独で担当することがあった。
- オールザッツレディオ（2019年12月30日）
  - 『オールザッツ漫才』と連動した生放送による特別番組で、笑い飯と共にパーソナリティを担当。
- DJ KO-TAROの+musicレディオ（2020年1月4日 - 2022年3月26日、基本として毎週土曜日2:00 - 2:30 → 火曜日2:00 - 2:30 → 土曜日1:00 - 1：30→ 月曜日1:00 - 1：30）
  - スタジオ収録でのアシスタントに加えて、アーティストへのインタビューを随時担当。放送枠を月曜日の未明（日曜日の深夜）に映した2022年4月4日放送分から後輩アナウンサーの山崎香佳が担当を引き継いでいるが、山崎が出演できない場合には臨時に復帰。
- MBSナイトポケット（2020年11月第3週の平日夜間に自社制作で放送された特別番組枠）
  - MBSラジオ フットボールtown（2020年11月18日の20:00 - 21:50に放送）
  - 見取り図ディスカバリーラジオ（2020年11月19日の20:00 - 21:50に放送）
- 次は〜新福島!＝第4章・冬将軍＝水曜日（2021年3月3日）
  - 先輩アナウンサーで「将軍」と称する福島暢啓の冠番組。当日は、『ちちんぷいぷい』の15時台で「しみのじ新発見!」最終回のスタジオ報告を終えてから、「皆の者、将軍にシタってちょーだい!」（20時台のゲストコーナー）へ出演した。
- 霜降り明星・粗品のイノベッター（2021年3月23日に『MBSマンデースペシャル2』内で放送）
- 新・りえ○のトレンドジャンキー（2021年1月から2022年1月まで毎週日曜日の深夜に放送） - リポーターとして不定期で出演
- 裏方見聞ROCK!（2021年度以降のナイターオフ期間限定番組）
  - 2022年度にのみ、木曜日にレギュラーで出演。20:00から放送されるため、『プレバト!!』（19:00開始の収録番組）が20:00までのレギュラー版で放送される週には放送上2番組連続で登場するほか、『プレバト!!』の2時間・3時間スペシャルが編成される週には放送上の出演時間が重複していた。
- 福島のぶひろの、金曜でいいんじゃない?
  - 本来は「福島のぶひろ」（福島暢啓）のパートナーを務めている関岡香（いずれも先輩アナウンサー）に新型コロナウイルスへの感染が確認されたことを受けて、2022年9月30日にパートナー代理を急遽担当。MBSラジオの生ワイド番組へ本格的に出演することは、この日が初めてであった。2023年10月27日には、同月から（毎日放送を含む）地上波テレビ局で放送されているアニメから自身が勧める作品を紹介する目的で、「週末ですよー!」（17時台の前半に編成されているコーナー）にのみ「週末案内人」（プレゼンター）として出演。
- 夕方もポチっとMラジ「ポチっとMini枠」（2023年10月2日 - 5日）
  - 「喜怒哀楽っくミュージック」（毎日放送のアナウンサーから1名が週替わりでパーソナリティを務める事前収録企画）を担当。放送の時間帯が『よんチャンTV』と重なっていて、3日（火曜日）以降は同番組の生放送や生中継にも出演していた。

以下の番組にはいずれも、野嶋と揃って出演。
- 9月6日はMBSラジオの日 ～ 飛びだせ!PR大作戦～（2019年9月6日）
  - 9月6日が日本記念日協会から「MBSラジオの日」に認定されていることにちなんだ長時間（10:30 - 17:43）の生放送番組で、「新人アナ清水麻椰と野嶋紗己子!はじめての中継でPR大作戦!」の中継リポーターを担当。生中継でのリポートは、テレビ番組を含めても初めてであった。
- ヤングタウン日曜日（2019年10月6日）
- 茶屋町ヤマヒロ会議（2019年10月13日）
- 福島のぶひろの大新年会!おめでとう日本!（2020年1月1日）
  - 『森田さんのニッポンの初日の出』向けのリポートを担当した後で、「しみのじラジオ」と称して野嶋と2人だけでフリートークを展開するなど、一部のパートに出演。

以下はいずれも、2020年初頭からの新型コロナウイルス感染症の拡大を背景に急遽編成された特別番組。
- なにわ演芸荘～よしもと 見取り図の部屋～（2020年3月24日・4月15日）
  - 新型コロナウイルス感染拡大の影響で3月20日に予定されていたNPBレギュラーシーズンの開幕が6月19日まで延期されたことに伴って、 『MBSベースボールパーク』のナイトゲーム基本中継枠（18:00 - 21:00）で放送。
- MBS +musicスペシャル～関西エンタメのいま 業界人に聞いてみた!～（2020年5月25日・6月29日）
  - 新型コロナウイルス感染拡大の影響で活動の縮小・一時休止を余儀なくされている関西地方関連・出身の「業界人」（アーティストやエンタテイメント関連業界関係者）に焦点を当てた特別番組で、大阪市内でライブハウス「Music Club JANUS」を経営する岸本優二（「U.G.」という名義で『U.K. BEAT FLYER』にレギュラーで出演）と共にパーソナリティを担当。

## 連載記事
- 『スポーツニッポン』大阪本社発行版「しみのじのふたりごと」（2020年4月から1年間にわたって月に1回のペースで掲載） - 初回のみ野嶋と揃って、第2回（2020年5月分）から最終回（2021年3月分）までは単独で奇数月の掲載分を担当。

## 出演作品
- 『ミュージカル 浜村渚の計算ノート』大阪公演（2021年12月27日、梅田芸術劇場シアター・ドラマシティ） -  テレビ月光のアナウンサー・穴杉よしこ役[20]

## イベント
- 北野誠の茶屋町怪談　2022　冬（2022年12月12日、有観客＆有料配信）-アシスタント